# Високосний рік (фільм, 1961)
Високосний рік (рос. Високосный год) — радянський художній фільм 1961 року, знятий на кіностудії «Мосфільм».

## Сюжет
За повістю Віри Панової «Пори року». Геннадій Купріянов (Інокентій Смоктуновський) працює на будівництві. Після постійних сварок з дружиною герой йде з дому до медсестри Зіни. Її син Саша теж працює на будівництві. Йому не подобається Геннадій і хлопець не знає, як звільнити матір від неспокою і гіркоти, які увійшли в будинок з приходом цієї дивної людини. Хлопець став часто бувати у нового друга. Уважні батьки, розумні спокійні розмови, матеріальне благополуччя — все тут приваблює хлопця. Однак голова сім'ї — завідувач міськторгу — давно працює на групу шахраїв, які орудують в торговій мережі. З ними ж, непомітно для себе, виявився пов'язаним і Геннадій Купріянов.

## У ролях
- Інокентій Смоктуновський — Геннадій Леонідович Купріянов, Геня
- Олена Фадєєва — Дорофея Миколаївна Купріянова
- Василь Макаров — Леонід Микитович Купріянов
- Євгенія Солдатова — Юля Купріянова
- Вікторія Єрмольєва — Зінаїда Любимова
- Михайло Логвинов — Саша Любимов
- Валентин Нікулін — Андрій
- Павло Шальнов — Войнаровський
- Євген Агуров — Степан Андрійович Борташевич
- Емма Цесарська — Надія Борташевич
- Володимир Паперний — Сергій Борташевич
- Маріанна Вертинська — Катя Борташевич
- Микола Закієв — Цицаркін
- Лев Дуров — «Малютка»
- Микола Малюгін — Ізумрудов
- Олександра Денісова — тітка Поля
- Дмитро Орловський — Федорчук
- Ангеліна Бєлая — Євфалія
- Алла Будницька — Лариса
- Інна Виходцева — секретар
- Олександр Кузнецов — слідчий
- Михайло Семеніхін — черговий міліціонер

## Знімальна група
- Режисер — Анатолій Ефрос
- Сценарист — Віра Панова
- Оператор — Петро Ємельянов
- Композитор — Карен Хачатурян
- Художник — Євген Свідєтєлєв